# Cezar Petrescu
Cezar  Petrescu (n. 1 decembrie 1892, satul Hodora, comuna Cotnari, județul Iași – d. 9 martie 1961, București) a fost un romancier, nuvelist, traducător și gazetar român, redactor la Adevărul, Dimineața, Bucovina, Țara nouă, Voința, fondator și codirector, alături de Pamfil Șeicaru, al revistei social-politice și culturale Hiena (1919-1924). Membru titular al Academiei Române (din 1955).

## Date biografice
S-a născut la Hodora-Cotnari, județul Iași, fiu al inginerului Dimitrie Petrescu. Acesta era profesor la Școala Practică de Agricultură de lângă Roman (aflată în arealul actual al comunei Horia), unde viitorul scriitor a și învățat între 1901-1903 (perioadă în care instituția se transformase în Școală Inferioară de Agricultură). A urmat liceul la Roman și apoi, la Iași, unde a susținut bacalaureatul în anul 1911. A obținut licența în drept în anul 1915.
Cezar Petrescu, scriitor fecund, care, pe urmele lui Honoré de Balzac, aspira să scrie o nouă "Comedie umană", o Cronică românească a veacului XX. Este cunoscut, totodată, ca unul dintre cei mai de seamă gazetari ai primei jumătăți a secolului trecut.
Alături de Lucian Blaga, Adrian Maniu și Gib Mihăescu întemeiază revista Gândirea în anul 1921.  Este fondator al ziarelor Cuvântul (1924)  și Curentul 1928; director al ziarului oficios România în 1938 și al revistei România literară, 1938 - suprimate în 1940. Se afirmă ca romancier cu romanul Întunecare (1927-1928).
Obține Premiul național pentru literatură în 1931 și Premiul de Stat pentru dramaturgie în 1952 pentru piesa Nepoții gornistului - în colaborare cu Mihail Novicov. În 1955 este ales membru titular al Academiei Române.

## Distincții
- Ordinul Muncii clasa I (9 iunie 1954) „pentru merite deosebite în domeniul creației literare”[2]

## Opera
Opera lui Cezar Petrescu cuprinde circa 70 de volume publicate: romane, nuvele, piese de teatru, proză fantastică și literatură pentru copii, studii, note de călătorie și memorialistică.

### Cronica românească a veacului XX
- Rodul pământului 
  - Scrisorile unui răzeș, 1922
- Târgurile unde se moare
  - Drumul cu plopi, 1924
- Fantasticul interior
  - Omul din vis („povestiri cu morți”), 1925
  - Omul care și-a găsit umbra, 1928 – conține patru nuvele: „Omul care și-a găsit umbra”, „Palace”, „Dezertarea lui Toader Mânzu” și „Somnul”
  - Aranca, știma lacurilor, 1929 – conține trei nuvele: „Adevărata moarte a lui Guynemer”, „Fereastra” și „Aranca, știma lacurilor”
  - Simfonia fantastică, 1929
  - Baletul mecanic (2 vol.), 1931
- Război și pace 
  - Întunecare, 2 vol., 1927–1928
  - Plecat fără adresă.1900, 1932
  - Sosit fără adresă, 1932
  - Ochii strigoiului, 1942
- Capitala care ucide (temă semănătoristă) 
  - Calea Victoriei, 1930
  - Greta Garbo, 1932
  - Oraș patriarhal (2 vol.), 1932
  - Duminica orbului, 1935
  - Carlton, 1944
- Satyricon
  - La paradis general, 1930
- Ciclul 1907 
  - Mane, Tekkel, Fares, 1937
  - Noi vrem pământ, 1938
  - Pământ … mormânt, 1943
- Carnet de vară, 1927
- Cain și Abel, 1930
- Flori de gheațǎ, 1931
- Kremlin, 1931
- Pǎmânt și cer (ciclul petrolului)
  - Comoara regelui Dromichet, 1931
  - Aurul negru, 1934
- Miss România
  - Nepoata hatmanului Toma, 1933
  - Floarea de agave, 1933
- Apostol, 1933 și 1944 – Scris în memoria primului sau dascǎl, Nicolae Apostol.
- Cheia visurilor, 1935
- Cei trei regi, 1936
- Adǎpostul Sobolia, 1945
- Războiul lui Ion Săracu, 1945

### Rădăcini din celălalt veac
- Trilogia Romanul lui Eminescu, 1935–1936
  - Luceafărul, 1935
  - Nirvana, 1935
  - Carmen Saeculare, 1936
- Ajun de revoluție 1848, 1954

### Alte romane
- Baletul mecanic -- Romanul baletul mecanic în format pdf

### Literatură pentru copii
- Pif – Paf – Puf, 1930
- Fram, ursul polar, 1932
- Iliuță copil, 1938
- Omul de zăpadă, 1945
- Cocârț și bomba atomică, 1946
- Neghiniță, 1949

## Imagini

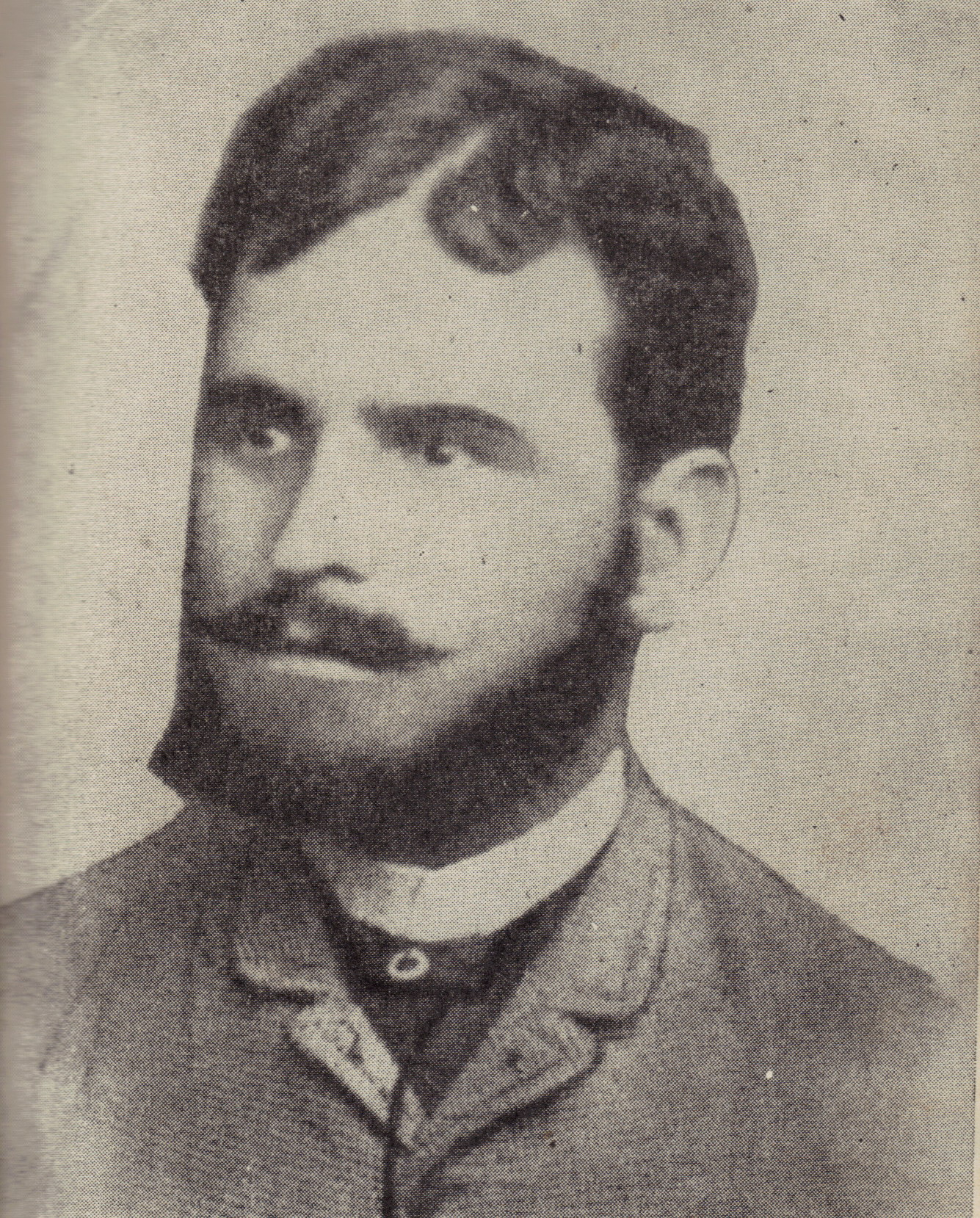
Profesor Dimitrie Petrescu (1860-1907), tatăl scriitorului
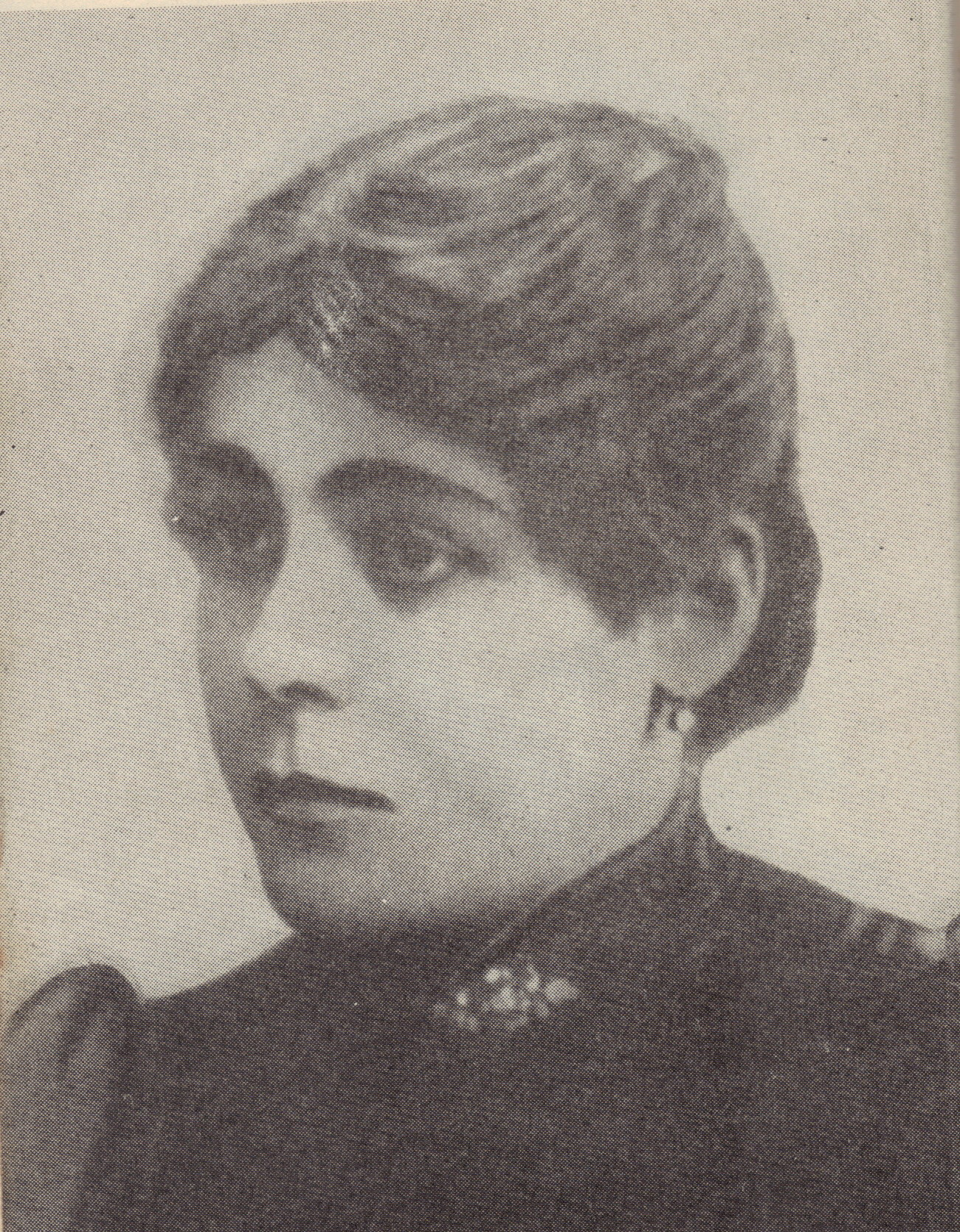
Olga Comoniță (1871-1956), mama scriitorului
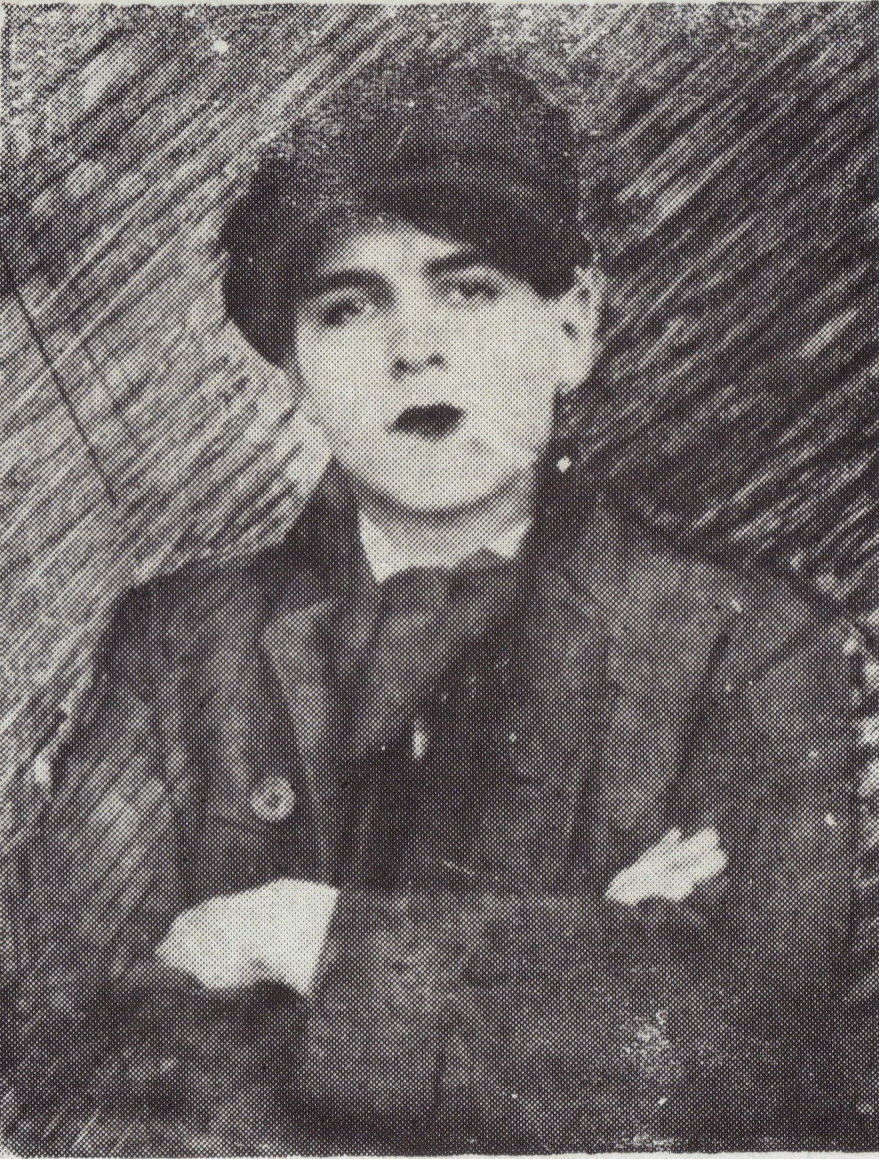
Cezar Petrescu licean
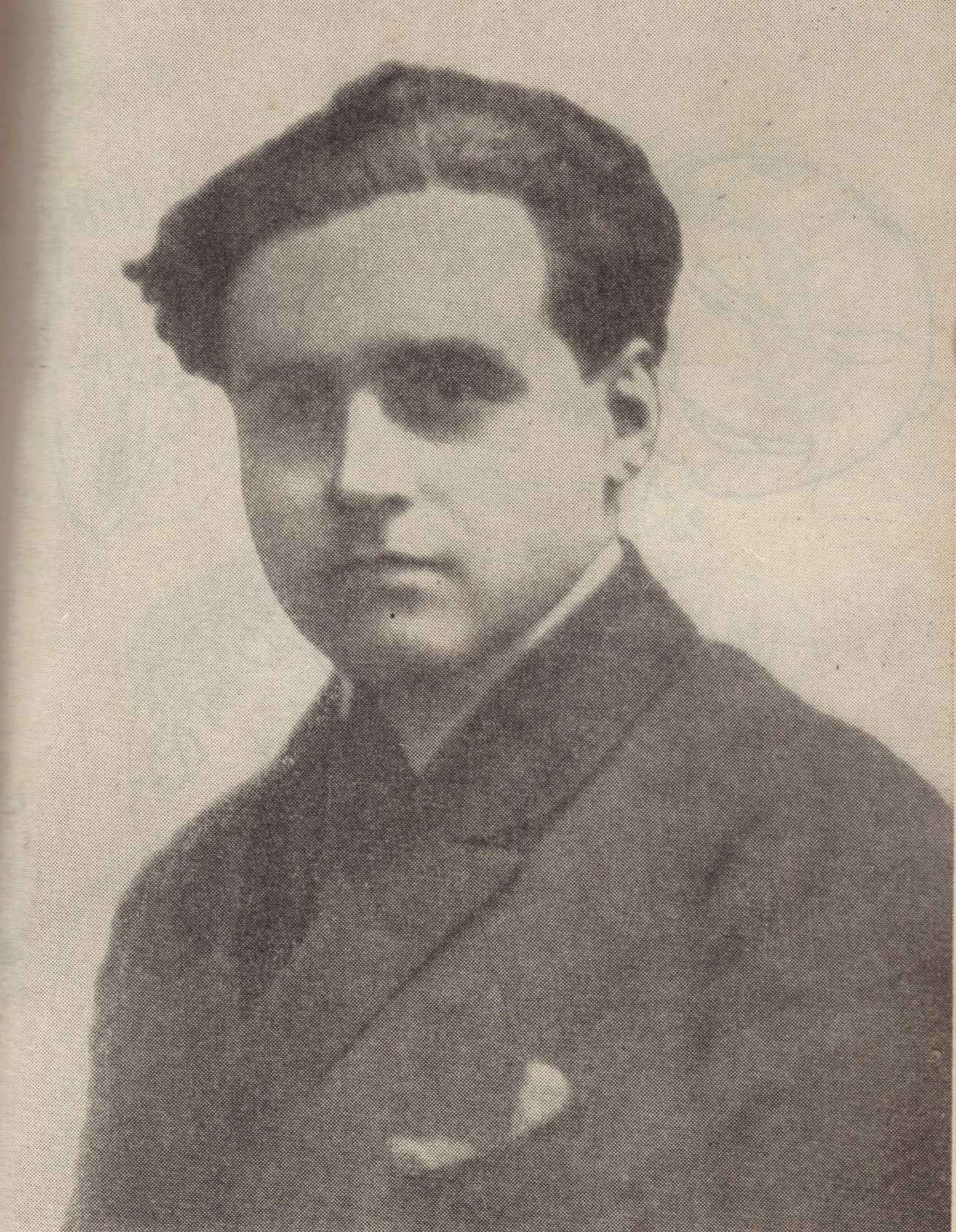
Cezar Petrescu la vârsta de 29 de ani, circa 1921
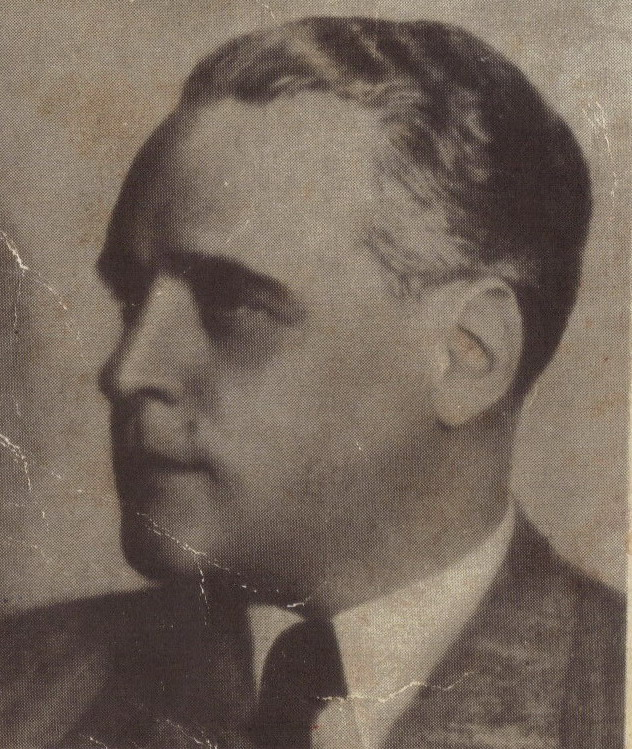
Cezar Petrescu la anii maturității
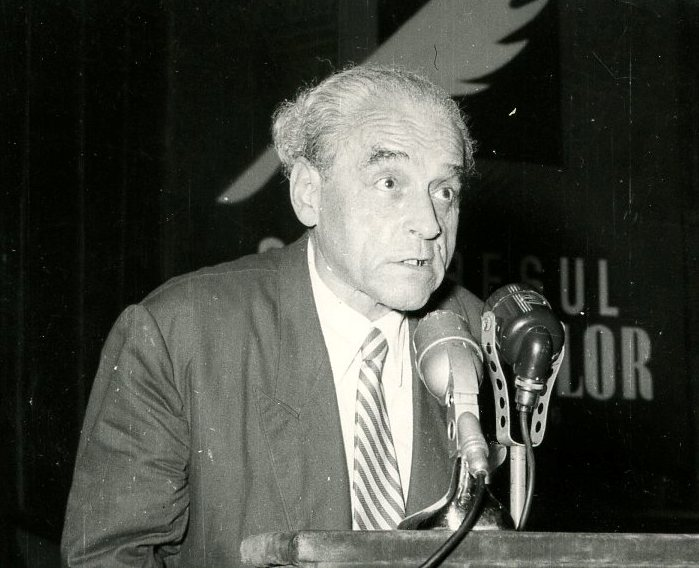
Cezar Petrescu la vâsta a treia, 1956
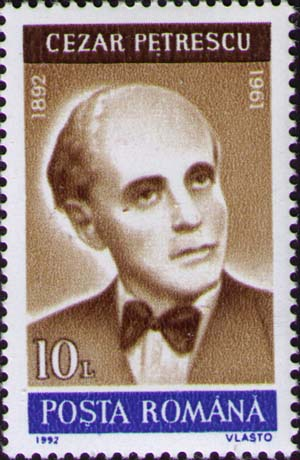
Cezar Petrescu reprezentat pe un timbru din 1992
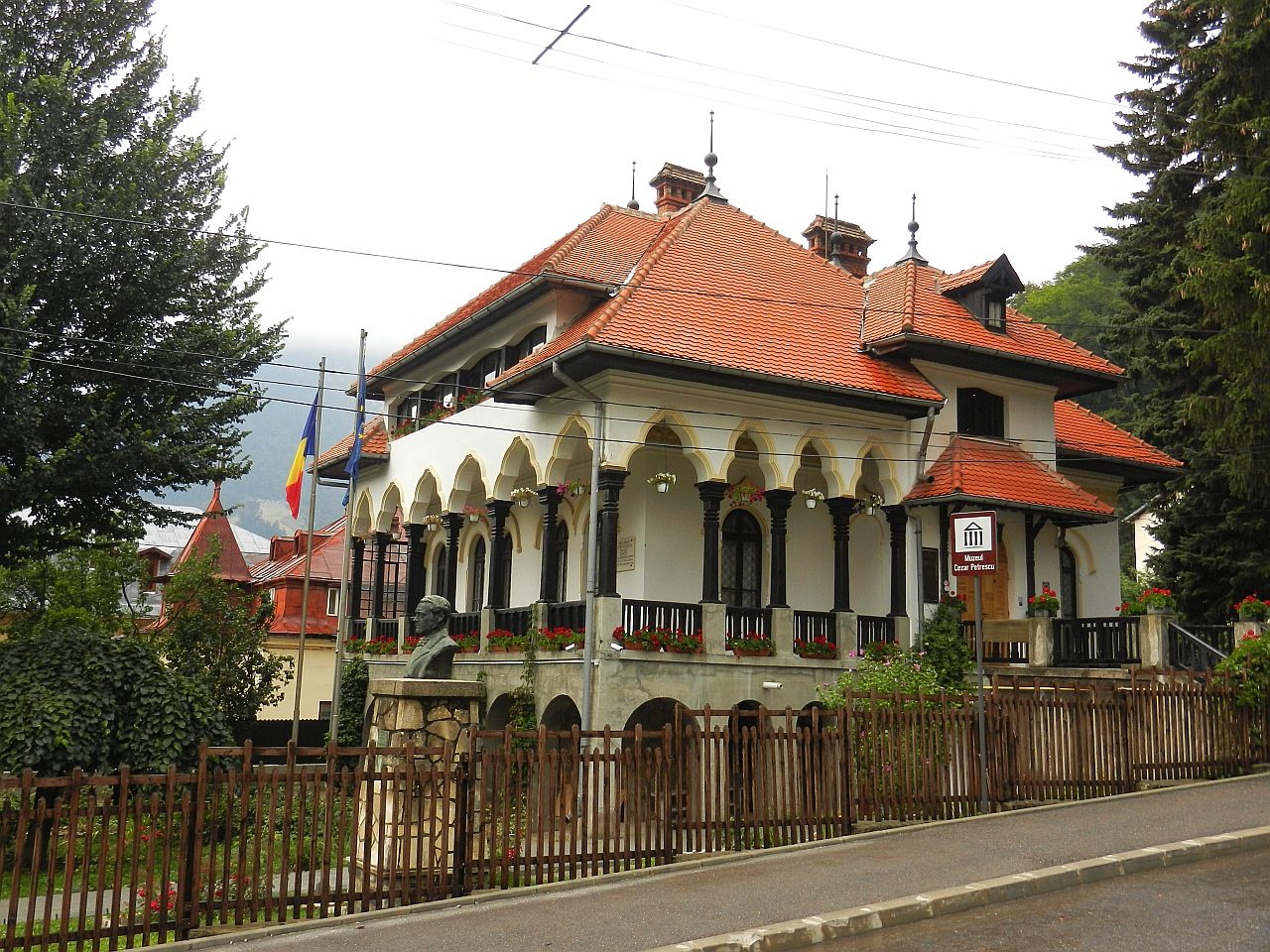
Muzeul Cezar Petrescu din Bușteni